# Суринское
Суринское — деревня Ивняковского сельского поселения Ярославского района Ярославской области.

## География
Деревня находится на границе с г. Ярославль. В Ивняковском сельском округе, на небольшом отдалении с другой стороны дороги находится посёлок Суринский. Рядом проходит железнодорожная дорога.
Въезд в деревню осуществляется с М8 «Москва-Холмогоры».

## История
В 2006 году деревня вошла в состав Ивняковского сельского поселения образованного в результате слияния Ивняковского и Бекреневского сельсоветов.

## Население
| 2007 | 2010 |
| ---- | ---- |
| 15   | ↗16  |

### Историческая численность населения
По состоянию на 1859 год в деревне было 21 домов и проживало 104 человека.
По состоянию на 1989 год в деревне проживало 37 человек.

### Национальный и гендерный состав
Согласно результатам переписи 2002 года, в национальной структуре населения русские составляли 95 % из 20 чел., из них 11 мужчин, 9 женщин.
Согласно результатам переписи 2010 года население составляют 7 мужчин и 9 женщин.

## Инфраструктура
Основа экономики — личное подсобное хозяйство. По состоянию на 2021 год большинство домов используется жителями для постоянного проживания и проживания в летний период. Вода добывается жителями из личных колодцев. Имеется пруд, таксофон.
С 2000-х годов часть территории деревни используется для коммерческих целей (продажа товаров, обслуживание автомобилей, приём металлолома).
Почтовое отделение №150052, расположенное на улице Труфанова в Ярославле, на март 2022 года обслуживает в деревне 23 дома.

## Общественный транспорт
В непосредственной близости находится остановка общественного транспорта «Суринское», через которую проходят маршруты №№ 49 15 микрорайон — Улица Ярославская, 117 ТРК «Альтаир» — Автовокзал.